# زاکوروزاکا نو آدائوچی
زاکوروزاکا نو آدائوچی، برف بر روی شمشیر (به ژاپنی: 柘榴坂の仇討 Zakurozaka no Adauchi) فیلمی به کارگردانی ستسورو واکاماتسو است که در سال ۲۰۱۴ اکران شد. از بازیگران آن می‌توان به کی‌ایچی ناکای اشاره کرد.